# L'Été (Albert Camus)
Pour les articles homonymes, voir L'Été.
Pour un article plus général, voir Philosophie d'Albert Camus.
L'Été est un essai d'Albert Camus qui dépeint l'Algérie telle qu'il l'a connue et en particulier la ville d'Oran. Il est publié pour la première fois en 1954.

## Présentation
Dans cet essai, Albert Camus nous entraîne tout autour de la Méditerranée, d'abord dans son Algérie natale d'Oran sur les traces du Minotaure, à Alger en passant par Tipasa puis en Grèce sur d'autres traces, celles de Prométhée face à la violence du monde moderne ou celle d'Hélène et de sa légendaire beauté, puis pour finir, jusque dans l'Atlantique pour voir La mer au plus près.

## L’Été: pèlerinage aux sources
Roger Quilliot a placé en exergue cette citation de Baudelaire : 
« Mon âme est un trois-mâts cherchant son Icarie. »
L'été, c'est la saison qui se prépare au cœur de l'hiver et dans l'alchimie du printemps. Ce cycle éternel qui va du sens au non-sens, du oui au nonrappelle les thèmes développés dans L'Envers et l'Endroit. Si ce livre avec ses nombreuses nouvelles paraît hétéroclite, il est traversé par des lignes de force qui lui confèrent une certaine unité. L'Algérie inspire trois des nouvelles présentées car écrit Camus «  j'ai ainsi avec l'Algérie une longue liaison qui sans doute n'en finira jamais et m'empêche d'être tout à fait clairvoyant à son égard. » Son ironie mordante lui sert à allier la jeunesse algéroise qui va « promener (ses) souliers sur les boulevards », la rivalité avec Oran, la laideur de cette dernière qui tourne le dos à la mer.
Mais l'ironie peut aussi se faire grave dans la courte nouvelle L'Énigme ou nostalgique dans Retour à Tipasa marqué par son contraste avec Noces à Tipasa. En effet, Tipasa a bien changé depuis Noces, maintenant fermée, entourée de barbelés. Pourtant le soleil d'hiver est revenu et les héliotropes resplendissent. Ce méditerranéen convaincu qu'est Camus a aussi un faible, non seulement pour l'Italie et Florence, mais aussi pour la Grèce. Les Grecs ont combattu pour la beauté, celle d'Hélène, leurs dieux ont des faiblesses, leur humanité comme Empédocle ou Prométhée, ils ont marqué les limites humaines, ce thème central de L'Homme révolté.
Le symbole de l'été, c'est aussi le rejet des villes grisaille au soleil parcimonieux, de Paris à Lyon qu'il connut pendant la guerre et Prague qu'il visita lors d'un voyage de jeunesse. Cependant, il s'installe à Paris, choisissant son exil comme Martha qui rêvait de soleil au fond de la Bohême ou Rambert prisonnier de la peste à Oran. «  Est-ce que je cède, écrit-il, au temps avare, aux arbres nus, à l'hiver du monde ? » Pour Roger Quilliot, en 1952 la lassitude l'emporte et il se demande si pour Camus l'art n'est pas devenu une prison, même s'il avoue qu'il préserve «  au milieu de l'hiver... un été invincible. » C'est l'époque de la polémique autour de L'Homme révolté, c'est l'époque aussi où la maladie se réveille pendant son voyage en Amérique du Sud.
Il y a ainsi dans L'Été une ambivalence entre un livre solaire de la teneur de Noces et la gravité du propos, cachée sous l'ironie ou le lyrisme. C'est sans doute le dernier texte La mer au plus près, long poème en prose, qui en est la meilleure illustration. Dans ce texte inspiré du voyage en bateau en Amérique du sud il balance, ayant «  toujours l'impression de vivre en haute mer, menacé, au cœur d'un bonheur royal. » C'est d'abord la mer qui le délivre de ses prisons, «  grande mer, toujours labourée, toujours vierge, ma religion avec la nuit ! » Derrière le lyrisme du style, filtre l'ironie de sa situation, «  on me loue, je rêve un peu, on m'offense, je m'étonne à peine »,  quand il y pense par instants, perdu dans l'immensité de l'océan, 'au plus près' des flots. On y retrouve, moins que dans Noces sans doute mais de façon différente, ce mélange de poésie et de réflexion qui en fait l'originalité. Comme il l'écrit dans Retour à Tipasa, «  il y a aussi une volonté de vivre sans rien refuser de la vie, qui est la vertu que j'honore le plus en ce monde. »

## Édition
- L'Été, éditions Gallimard, collection Blanche, 1954, réédition Folio, 11/05/2006, 130 pages,  (ISBN 2070337774)